# Щепин-Ростовский, Иван Дмитриевич
Не путать с Щепин Иван Дмитриевич Золотой.
Князь Иван Дмитриевич Щепин-Ростовский — голова и воевода во времена правления Ивана IV Васильевича Грозного и Фёдора Ивановича.
Из княжеского рода Щепины-Ростовские. Единственный сын Дмитрия Борисовича по прозванию "Внучек", новгородский помещик на землях полученных в результате конфискации у новгородских бояр.

## Биография

### Служба Ивану Грозному
В 1550 году записан в Тысячной книге по Шелонской пятине Струпинского погоста. В октябре 1551 года записан тридцать шестым в первую статью московских детей боярских. В 1560 году восьмой голова при князе Ногтеве в Сторожевом полку в походе под Вильян, участник осады и взятия города. В 1566 году участник Земского собора. В 1570-1572 годах осадный воевода в Соколе. В 1573 году на свадьбе дочери двоюродного брата царя Ивана Грозного — князя Владимира Андреевича, княжны Марии Владимировны и короля Арцымагнуса, был двадцать вторым в свадебном поезде. В 1574-1578 годах вновь осадный воевода в Соколе. В 1579 году осадный воевода в Почепе, и в той же должности в 1580-1582 годах в Паисе.  В 1583 году второй воевода Большого полка в Новгороде, для охранения от прихода крымцев.

#### Служба Фёдору Ивановичу
С весны 1584 года первый воевода в Заволочье. В марте 1585 года воевода в Опочке.
По родословной росписи показан бездетным.

## Владения
В Боярской книге 1556 года записано: "Князь Иван княж Дмитриев сын Щепин Ростовского. Съехал с столнича пути в Переславле на Ильин день 63 (1550), держал через год от Покрова до Ильина дни, а с того сроку столнич путь дан в откуп. Поместья за ним 30 обеж, вотчины не сыскано. прежний людской смотр не бывал. В Серпухове сказал поместья за ним 30 обеж, в них 12 обеж пусты с поветрея".  По Переписной книге Шелонской пятины 1552-1553 годов за князем Иваном Дмитриевичем числилось: 15 деревень "с вопчими", а "обеж 30, а сошного письма 10 сох, и в тех деревнях во всех земля средняя".